# خفاش كبير الأذن الأصغر
خفاش كبير الأذن الأصغر (الاسم العلمي: Neonycteris pusilla)، نوع من خفافيش أمريكا الجنوبية تنتمي إلى فصيلة خفاش الأنف الورقي، يوجد في شمال غرب البرازيل وشرق كولومبيا. إنهُ النوع الوحيد في جنسه. يُسمَّى جنسه الحَبُّوش أو الأشرف.